# إدغار راموس (لاعب كرة قاعدة)
إدغار راموس (بالإسبانية: Edgar Ramos)‏ هو لاعب كرة قاعدة فنزويلي، ولد في 6 مايو 1975 في كومانا في فنزويلا.

## وصلات خارجية
- إدغار راموس على موقع دوري كرة القاعدة الرئيسي (الإنجليزية)
- إدغار راموس على موقعبيزبول رفرنس.كوم (الدوري الرئيسي) (الإنجليزية)
- إدغار راموس على موقعبيزبول رفرنس.كوم (الدوري الثانوي) (الإنجليزية)
- إدغار راموس على موقع إي إس بي إن.كوم (أم.أل.بي) (الإنجليزية)
- إدغار راموس على موقع مشجعي الرسوم البيانية (الإنجليزية)